# شفای پرانیک
شفای پرانیک pranic healing سیستم انرژی‌درمانی است که توسط چوآ کوک سو رایج شد. او معتقد است که از پرانا یا انرژی حیات می توان جهت پاکسازی و درمان بیماریها استفاده کرد..او می‌گوید پرانیک درمانی مشابه طب سوزنی و یوگا است که از طریق انرژی بدن می‌تواند جسم را درمان کند.  در این روش درمانی بدون سوزن و از طریق کف دست یا نوک انگشتان انرژی به به بیمار منتقل می شود. چوآ کوک سویی اعتقاد زیادی به پاکسازی و جارو کردن دارد. شفای پرانیک شاخه ای از طب انرژی Energy medicine می باشد.

## ریشه پرانا
پرانا واژه‌ای سانسکریت است به معنای نیروی حیات. وجود این نیرو باعث سلامتی و حیات می‌باشد. در فرهنگ شرق به نام‌ّهای چی (CHI) و کی (KI) شناخته شده است.
کالبدهای پنجگانه
برای آنکه متوجه شویم چگونه استرسهای ذهنی به بدن منتقل می شوند باید کالبدهای پنجگانه ی بدن را بشناسیم.
امروزه باپیدایش عکسبرداری کرلیان((Kirlian photography)
مشاهده ی هاله های اطراف جسم فیزیکی امکان پذیرشده است.
بنا بر این موئسسه های علم پارا پسیکولوژی گسترش پیدا کرده اند و دانشمندان در رابطه با نظریات مادی گرایانه ی مطلق خود تجدید نظر کرده اند. اکنون دانشمندان به وجود کالبدهایی برتر از جسم فیزیکی پی برده اند که اسامی مختلفی مانند هاله،کالبد اتری،کالبد اختری،کالبد ذهنی و ... برای آنها به کار برده شده است.
بر اساس یوگا انسان از 5 لایه ی وجودی به نام کوشا (kousa)تشکیل شده است که عبارتند از:
1)Annamaya kousa کالبد فیزیکی یا
2)Praiamaya kousaکالبد انرژی حیاتی یا
3)کالبد ذهنی یا Manomaya kousa 
4)Vijnanamaya kousaکالبد معرفتی یا
5) کالبد سعادتیا Anandamaya kousa 
البته در متون مختلف از نظر تعداد کالبدها نظرات مختلفی وجود دارد.برخی به وجود 7 کالبد و برخی  نیز به وجود بینهایت کالبد معتقدند